# الحوزة (صحيفة)
صحيفة الحوزة كانت صحيفة أسبوعية باللغة العربية في العراق.

## التاريخ والملف الشخصي
بدأت صحيفة الحوزة النشر في عام 2003 بعد إزاحة صدام حسين، واعتبرتها وسائل الإعلام الأمريكية بمثابة صحيفة ناطقة باسم مقتدى الصدر. كانت صحيفة أسبوعية تصدر كل يوم خميس. كانت الصحيفة عبارة عن نشرة ثقافية دينية. وكان رئيسها عباس الربيعي. وكان حسن الزركاني هو المحرر. وكان علي الياسري رئيس تحرير الصحيفة عندما تم تعليقها.
أغلقت الكتيبة 759 للشرطة العسكرية الصحيفة، بناء على أوامر من إدارة بول بريمر التي تقودها الولايات المتحدة في 28 آذار 2004، بعد اتهامه بتشجيع العنف ضد قوات التحالف ضد العراق [الإنجليزية]. وقد احتج مئات العراقيين في بغداد على إغلاق المجلة الأسبوعية بعد فترة وجيزة من الحظر.

## طالع أيضًا
- المستقلة